# جوانما (لاعب كرة قدم إسباني)
جوانما (بالإسبانية: Juanma Barrero)‏ (27 يونيو 1980 في إسبانيا - ) هو لاعب كرة قدم إسباني في مركز حراسة المرمى. لعب مع أتلتيكو مدريد ب وأتلتيكو مدريد وأريس تسالونيكي وبونفيرادينا ونادي ألكوركون ونادي كارتاخينا ونومانسيا وArroyo CP ‏ وCF Atlético Ciudad ‏ وUniversidad de Las Palmas CF ‏ ونادي ماردة ‏ وإكستريمادورا يونيون ديبورتيفا.

## وصلات خارجية
- جوانما (لاعب كرة قدم إسباني) على موقع قاعدة بيانات كرة القدم.إي يو (الإنجليزية)
- جوانما (لاعب كرة قدم إسباني) على موقع Soccerway.com (الإنجليزية)
- جوانما (لاعب كرة قدم إسباني) على موقع AS.com (الإسبانية)